# Siège de Château-Gaillard
Conflit entre Capétiens et Plantagenêts
Batailles
- Fréteval (1194)
- Gisors (1198)
- Châlus-Chabrol (1199)

- Mirebeau (1202) (en)
- Château-Gaillard (1203-1204)
- Rouen (1204)

- Damme (navale) (1213)
- Damme (terrestre) (1213)
- La Roche-aux-Moines (1214)
- Bouvines (1214)

- Lincoln (1217)
- Douvres (1217)
- Sandwich (1217)

- La Rochelle (1224)

- Taillebourg (1242)

Le siège de Château-Gaillard est un épisode de la campagne menée par le roi de France Philippe Auguste afin de conquérir les possessions continentales du roi d'Angleterre Jean sans Terre.
Au cours de celle-ci, Philippe Auguste met le siège devant Château-Gaillard, une forteresse qui défend la vallée de la Seine.
La forteresse tombe au bout de six mois, le 6 mars 1204, ce qui permet au roi de France d'achever la conquête du duché de Normandie trois mois après.

## Contexte
L'objectif du roi de France est de prendre le contrôle de la Normandie. La forteresse de Château-Gaillard est la clé de la campagne, mais il choisit dans un premier temps de ne pas l'attaquer directement. Il s'empare tout d'abord d'un certain nombre de petits ouvrages dans les environs (c'est le cas du fort du Muret à Cléry, de celui de l'île La Tour, Boutavant, à hauteur de Tosny ou du Île du C), ce qui lui permet d'isoler Château-Gaillard et de s'assurer que des forces anglo-normandes ne viendront pas attaquer l'armée française par l'arrière.
Ayant fait tout son possible pour éviter que le château reçoive du secours, Philippe Auguste met le siège devant la forteresse de Château-Gaillard. Elle est puissante, il sait que le siège sera long. Les défenseurs ne manqueront pas d'effectuer des sorties pour contre-attaquer, même s'il peut leur suffire de rester retranchés derrière les murailles et de contrer les tentatives françaises.
Les Anglo-Normands ayant pris la précaution de détruire le pont permettant de traverser la rivière, l'armée française s'attelle tout d'abord à combler le fossé puis perce la palissade qui défendait le pont. Cette première manœuvre permet aux Français d'approcher directement du château proprement dit. Un pont flottant défendu par d'ingénieuses tours montées sur des bateaux est ensuite construit afin de permettre à l'armée française de se déplacer facilement et de se replier si nécessaire. Ayant maîtrisé l'accès au château et ses communications, Philippe commence à en réduire les défenses.

## Tentatives de secours
Prévenu, Jean sans Terre envoie deux troupes armées pour secourir le château. La première doit, à la faveur de l'obscurité, remonter le fleuve à la rame jusqu'au pont de bateaux et le détruire afin de couper les forces françaises en deux. Pendant ce temps, une force terrestre commandée par Guillaume le Maréchal doit attaquer et détruire la partie de l'armée française qui se trouvait dos au fleuve et donc dans l'impossibilité de se replier une fois le pont détruit, mais cette tentative échoue. L'attaque terrestre des Anglo-Normands remporte un succès notable mais les Français sont en mesure de se replier sur le pont flottant car la troupe chargée de le détruire n'arrive pas à temps. En plus des troupes et de leurs équipages, les bateaux normands sont en effet chargés avec des fournitures pour la garnison, ce qui fait qu'ils arrivent beaucoup plus tard que prévu, d'autant qu'ils doivent ramer à contre-courant. Les Français peuvent se regrouper et contre-attaquer, contraignant les forces terrestres des Anglo-Normands à se replier. Lorsque les bateaux normands atteignent le pont, les Français, prêts à les recevoir, leur causent des pertes considérables. La tentative des défenseurs échoue complètement. Jean sans Terre abandonne alors sa tentative de lever le siège. Un chroniqueur contemporain, déclare qu'il était déjà parti à une vingtaine de kilomètres de là avant que le reste de son armée ne se rende compte qu'il avait disparu.

## Préparations

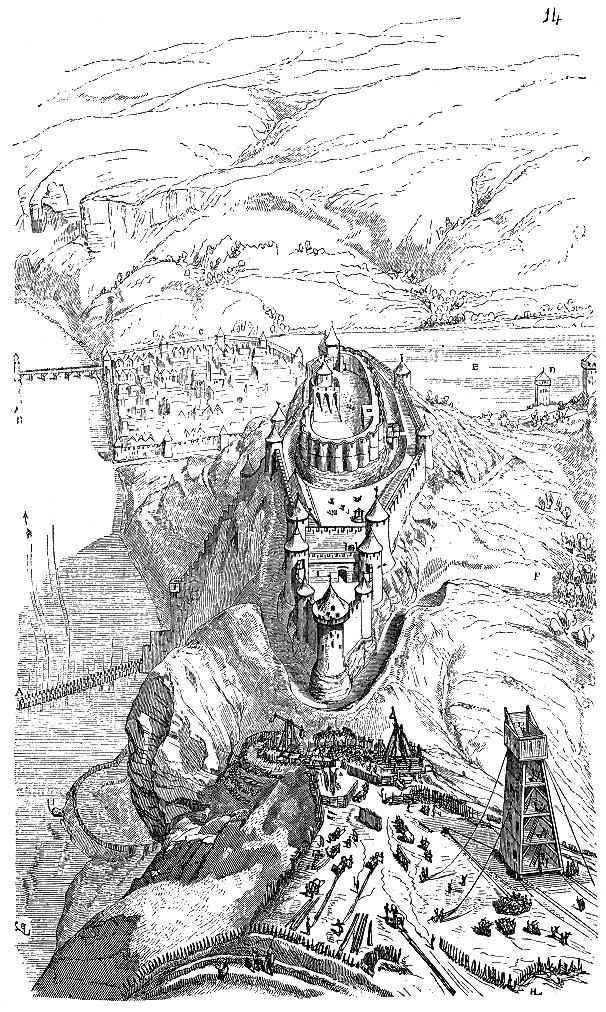
Une impression d'Eugène Viollet-le-Duc de ce à quoi aurait ressemblé le siège de Château Gaillard

Pour resserrer l'étau autour de la forteresse, on utilisa l'arme redoutable mise au point à Constantinople, le feu grégeois, un mélange de pétrole, de poix et d'autres ingrédients. Ayant attaché à son corps un certain nombre de boîtes en argile contenant ce mélange, un Français nommé Galbert parvient à nager jusqu'à l'île derrière le château et à placer ses charges. Le brasier qui en résulte permet aux Français de prendre l'île d'assaut et d'isoler totalement le château.
Le siège allant probablement être long, Philippe ordonne de construire des habitations rudimentaires pour installer ses troupes. Il ordonne ensuite de creuser des tranchées pour défendre le camp et qu'un « chemin couvert » soit mis en place pour permettre aux hommes d'approcher le château sans danger, puis il fait installer des engins de siège sur le sommet préalablement nivelé de collines environnantes qui dominaient la forteresse. On commence alors à envoyer de lourds rocs sur les défenseurs du château. De son côté, leur commandant Roger de Lacy s'inquiète des réserves de nourriture qui pourraient ne pas suffire jusqu'à l'arrivée d'une nouvelle armée de secours. Il fait donc expulser de la forteresse tous les non-combattants, pour l'essentiel les 1 200 habitants de La Couture (Petit Andely) qui s'y étaient réfugiés pour échapper aux Français, et sont à présent d'inutiles bouches à nourrir. Au début, les assiégeants les laissent traverser leurs lignes, puis sur ordre de Philippe Auguste, leur refusent le passage. Alors qu'ils tentent de regagner le château, Roger de Lacy leur en interdit l'accès. C'est ainsi que plusieurs centaines de personnes se retrouvent prises au piège entre les assiégeants et le château, sous le feu des engins de siège et des archers au-dessus de leur tête. Devant la famine qui sévit dans leurs rangs, Philippe Auguste finit par céder et leur fait livrer de la nourriture. Les Français les laissent finalement traverser leurs lignes et se disperser dans la campagne. Le roi Jean d'Angleterre fait ensuite une nouvelle tentative pour briser le siège, cette fois-ci en offrant de céder la Bretagne aux Français, mais Philippe refuse, décidé à terminer le travail et à s'emparer de la Normandie. Découragé, le roi Jean prend un bateau pour l'Angleterre et ne reviendra plus par la suite. Tout au long de l'hiver 1203-1204, les défenseurs font avec ce qu'ils ont tandis que l'armée française reçoit des provisions et des fournitures pour le siège. Les Français construisent des beffrois, des structures mobiles pour protéger les hommes ainsi que des béliers et autres équipements pour attaquer les murs et les portes. En février, ils sont prêts à lancer l'assaut.

## La prise de la forteresse

### La basse-cour tombe
Les Français s'attaquent d'abord à l'ouvrage avancé. Attaquée par les engins de jet et les mines, ou sapes, creusées à sa base, la grosse tour qui le domine s'effondre. Les défenseurs se replient alors dans le château proprement dit. Afin d'atteindre la basse-cour, les hommes du roi de France doivent créer une brèche dans les murs ou parvenir à ouvrir une porte. Cette dernière option étant peu probable (les Français ne disposant pas de complices à l'intérieur), c'est la première option qui fut choisie. L'attaque de Philippe Auguste est lancée depuis différentes directions. Alors que des engins de siège commencent à démolir les murs, d'autres engins accompagnés d'archers infligent des pertes aux défenseurs postés sur les murs eux-mêmes. En contrebas, les mineurs français commencent leur travail de sape. L'assaut de Philippe Auguste sur la basse-cour inclut également l'utilisation de la technique la plus élémentaire pour assiéger un château : l'escalade. Les fantassins français courent jusqu'aux murs avec leurs échelles, et commencent à monter. Malheureusement pour eux, leurs échelles se révèlent trop courtes. Chaque homme sur son échelle se retrouve attaqué par les défenseurs postés par les murs, tout étant incapable de bouger à cause du soldat posté derrière lui. Certains assaillants parviennent néanmoins à créer des points d'ancrage dans la pierre pour grimper. Certains d'entre eux parviennent à atteindre le sommet. Mais la pénétration décisive se fait, en tout cas d'après le récit de Guillaume le Breton (la Philippide), non pas par les latrines comme le veut une légende tenace, mais par l'une des fenêtres basses de la chapelle, construction qui avait été ajoutée sur ordre de Jean sans Terre. Des combats acharnés au corps à corps avec les défenseurs s'ensuivent. Alors que de plus en plus de Français atteignent la haute-cour, il devient évident pour les Anglo-Normands que celle-ci ne pourra être défendue très longtemps. Ceux qui parmi les défenseurs arrivent à se réfugier dans la haute-cour se préparent pour un nouvel assaut.

### La haute-cour tombe
Le coût en temps et en pertes humaines pour conquérir la basse-cour avait été élevé, mais Philippe Auguste y était préparé et il décide d'attaquer rapidement la dernière position, la haute-cour entourant le donjon. Le tout est protégé par une enceinte entourée par un fossé que traverse un pont dormant construit en pierres et non un pont-levis. Cette erreur de conception permet aux mineurs français de s'approcher de la porte en passant sous ce pont, en profitant de la protection qu'il leur offre. Ils commencent leur travail de sape. C'est un engin de jet qui donne le coup de grâce qui permet d'enfoncer la porte. Les Français ayant pris la haute-cour, les Anglo-Normands survivants, 36 chevaliers et 117 sergents ou arbalétriers, se rendent le 6 mars 1204. Lambert Cadoc, chef mercenaire de Philippe Auguste, fut l'un des grands artisans de cette victoire ; en conséquence de quoi le roi de France lui confia la garde du château.

## Conséquences
Après s'être emparé de Château-Gaillard, Philippe poursuit la campagne au cœur des possessions continentales des Plantagenêt. Du côté anglo-normand, le coup est rude. Le prestige des Plantagenêt est entamé et le moral des troupes anglo-normandes est au plus bas. Ils perdent une forteresse stratégique, et les tentatives pour la secourir se sont soldées par un échec total. Par la suite, l'armée française s'empare facilement de Rouen, démoralisée, et atteint bientôt la côte. La prise de Château-Gaillard est l'évènement déterminant qui permet par la suite au roi de France de mettre la main sur plusieurs principautés appartenant au roi d'Angleterre, dont l'Anjou et la Touraine. Les possessions des Plantagenêt sur le continent se rétrécissent significativement. Le commandant de Château-Gaillard, Roger de Lacy, retourne en Angleterre où il commence la construction du château de Pontefract. Le roi d'Angleterre, Jean sans Terre, déjà impopulaire, aussi bien sur ses terres continentales qu'en Angleterre même, voit son prestige gravement entamé. Un roi incapable de garder le contrôle de ses propres châteaux ou de venir en aide à certains de ses sujets en état de siège est considéré comme un souverain faible. Il est probable que l'humiliation de Château-Gaillard ait joué un rôle important dans la décision des barons anglais et anglo-normands de se révolter contre lui lors de la première guerre des Barons, laquelle déboucha sur l'un des événements les plus importants de l'histoire de l'Angleterre : la Magna Carta.